# Afrarchaea godfreyi
Afrarchaea godfreyi is een spinnensoort uit de familie Archaeidae. De soort komt voor in Zuid-Afrika.